# Classificazione a faccette
Una classificazione a faccette (o classificazione analitico-sintetica) è uno schema di classificazione usato per organizzare la conoscenza in un ordine sistematico.
Molte biblioteche usano una combinazione di classificazioni enumerative (in cui i descrittori sono ordinati alfabeticamente e marcati con numeri) e combinazioni analitico-semantiche, con faccette subordinate che permettono ricerche più raffinate.
La faccetta è un attributo di significato esclusivo, rappresentante un aspetto o proprietà persistente dell'oggetto e capace, unitamente ad altre faccette, di descrivere esaustivamente l'oggetto stesso. In semantica, è applicato alla definizione di un concetto.
La prima classificazione a faccette è la cosiddetta Classificazione Colon, inventata dal matematico indiano Ranganathan (1892-1972).

## Proprietà delle faccette
Le faccette sono invariabili dal punto di vista semantico, costituiscono un insieme aperto e sono utilizzabili come attributi di ricerca. Per esempio, la proprietà "colore" di un oggetto può variare in termini di valori che può assumere (giallo, rosso, ecc.) ma è invariabile come concetto, è sempre possibile aggiungere nuove faccette a quelle già esistenti e possono essere utilizzate sia singolarmente sia in combinazione per esempio in terminologia per creare schede terminologiche capaci di delimitare con maggiore precisione il significato di un segno linguistico.

## Sistematizzazione
La sistematizzazione delle faccette consente di realizzare sistemi concettuali tridimensionali per permettere all'utente di una scheda terminologica di approcciare il concetto a seconda della faccetta desiderata.

## Esempi di definizioni che si servono di quattro diverse faccette
Emodiafiltrazione:
- Definizione 1:  Tecnica di epurazione extrarenale che associa nella stessa seduta emodialisi ed ultrafiltrazione.
- Definizione 2:  Questa tecnica combina aspetti dell'emodialisi e dell'emofiltrazione . Come quest'ultima, infatti, vengono impiegate membrane dialitiche ad elevata permeabilità ed un liquido di reinfusione.
- Definizione 3:  L'emodiafiltrazione è la tecnica che associa sia la diffusione che la convezione. Con questa terapia associata la rimozione è più intensa sia per le molecole di piccole che di più grandi dimensioni.
- Definizione 4:  L'emodiafiltrazione si basa sulla contemporaneità sulla stessa membrana dei processi convettivi e diffusivi al fine di ottenere congiuntamente i vantaggi depurativi derivati da diffusione e dalla convezione.

| Controllo di autorità | Thesaurus BNCF 57407 |